# Ginni Rometty
Ginni Rometty, pseudonimo di Virginia Marie Nicosia (Chicago, 29 luglio 1957), è un'imprenditrice statunitense, presidente e CEO di IBM. Si è dimessa il 31 dicembre 2020, dopo circa 40 anni di carriera nell'IBM.
È la prima donna a capo di IBM dal 1º gennaio 2012. È entrata in IBM come sistemista nel 1981 e in seguito ha diretto i settori delle vendite globali, marketing e strategia. Mentre era direttore generale della divisione servizi globali di IBM, nel 2002 ha aiutato a negoziare l'acquisto da parte di IBM di PricewaterhouseCoopers, società di consulenza informatica, diventando nota per il suo lavoro di integrazione delle due società. Da quando è diventata CEO, ha focalizzato l'IBM sui servizi di consulenza, sui sistemi di analisi, cloud computing e intelligenza artificiale.
La rivista Fortune l'ha classificata tra le dieci donne in carriera più influenti al mondo per sette anni consecutivi, posizionandola al settimo posto nel 2011. Secondo Forbes, occupa nel 2017 il 10º posto tra le donne più potenti nel mondo degli affari.

## Biografia
Nata a Chicago, Illinois come Virginia Marie Nicosia, è la maggiore di quattro figli di una famiglia italo-americana. I suoi genitori divorziano quando lei ha 15 anni: il padre se ne va, la madre è costretta a fare molti lavori per sostenere la famiglia, di sera anche Ginni si occupa delle faccende di casa. Nel 1975 frequenta la Northwestern University nell'Illinois grazie ad una borsa di studio della General Motors, laureandosi con lode in informatica  e ingegneria elettronica alla Robert R. McCormick School of Engineering and Applied Science della Northwestern University nel 1979.
Dopo la laurea va a lavorare al General Motors Institute a Detroit dove è responsabile per lo sviluppo di applicazioni e sistemi. Nel 1981 entra, sempre a Detroit, in IBM come analista di sistemi. Lavorando inizialmente con clienti nel settore assicurativo, trascorre i suoi primi dieci anni in IBM in posizioni tecniche. Il New York Times scrive che Rometty è "passata rapidamente a una serie di posti di lavoro manageriale", lavorando con clienti come assicurazioni, banche, telecomunicazioni, produzione e assistenza sanitaria. Negli anni novanta si occupa delle vendite, entrando a far parte del gruppo di consulenza IBM nel 1991.
Mentre è direttore generale della divisione servizi globali di IBM, nel 2002 aiuta a negoziare l'acquisto della società di consulenza PricewaterhouseCoopers per 3,5 miliardi di dollari. L'acquisizione lancia IBM nel settore dei servizi. Mentre lavora come vice presidente senior di IBM Global Business Services, Rometty ha l'incarico di integrare PricewaterhouseCoopers e i suoi consulenti con IBM. Nel 2002 TIME la nomina nella sua lista Global Influential del 2002. Da allora ricopre diversi incarichi nel gruppo (dal 2005 al 2009 vicepresidente senior di Global Business Services presso IBM, dal luglio 2005 vicepresidente senior di Enterprise Business Services-IBM Global Services, quindi direttore generale del settore Global Insurance and Financial Services di IBM). Rometty ha ricevuto il Carl Sloane Award 2006 dall'Associazione delle società di consulenza manageriale.
Il 1º gennaio 2012 diventa amministratore delegato di IBM, assumendo il 1º ottobre 2012 anche il ruolo di presidente quando Sam Palmisano è andato in pensione. Con piani basati sul cloud e l'intelligenza artificiale ("imperativi strategici" li ha definiti) per traghettare IBM dalla vendita di mega computer con il loro software al nuovo mondo del cloud computing in cui i clienti ricevono via internet il software e le infrastrutture necessarie. Arrivando ad un certo momento a strigliare i 400.000 dipendenti per la lentezza del cambiamento con un video che ha fatto scalpore.

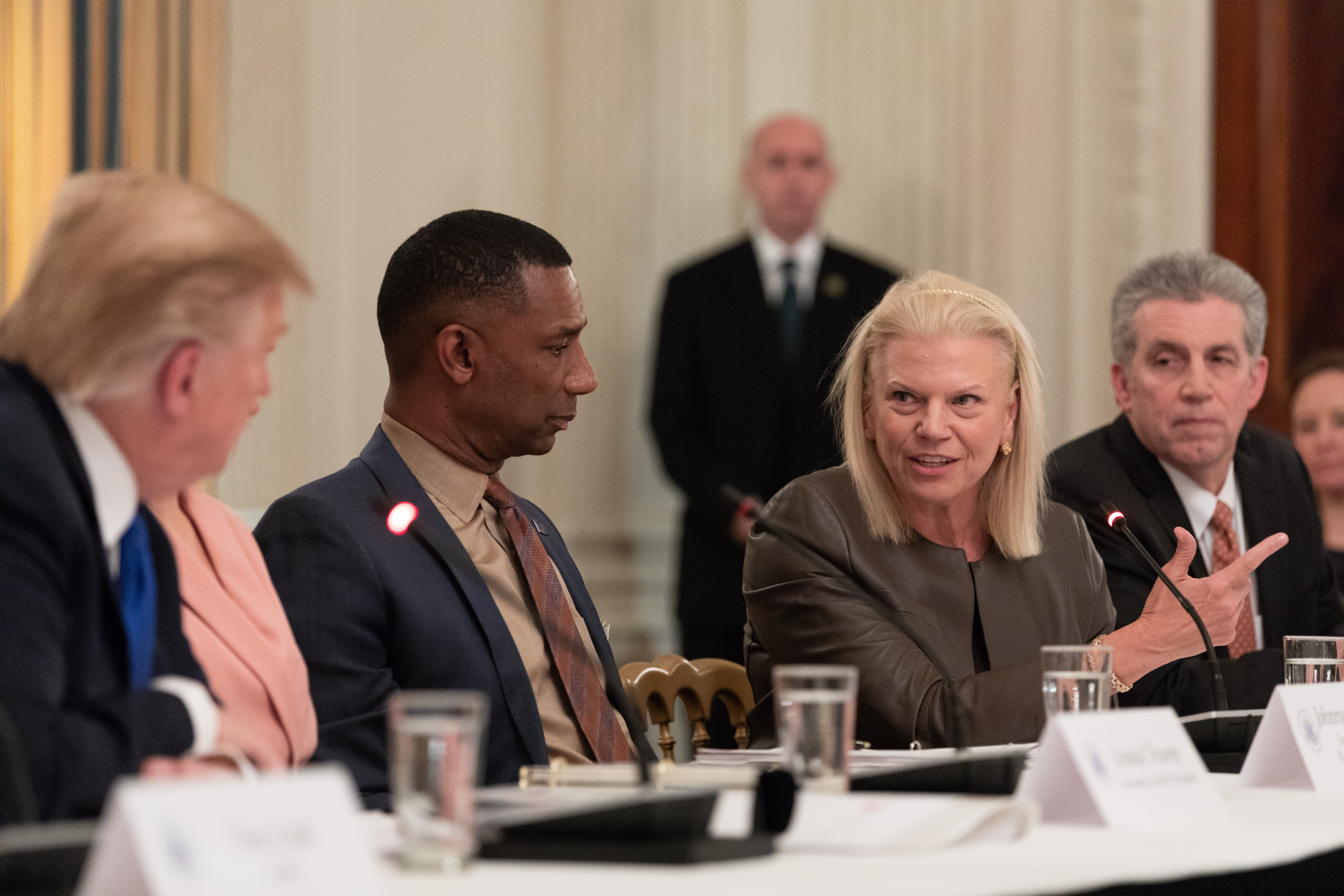
Rometty partecipa a un panel della Casa Bianca sullo sviluppo del lavoro nel marzo 2019

Nel 2014 ha collaborato in una partnership con Apple per progettare applicazioni per clienti IBM. Sempre nello stesso anno ha annunciato la collaborazione di IBM con SAP sul cloud computing e con Twitter sull'analisi dei dati. Nel 2015 ha anche avviato una partnership con Box. Tra il 2012 e il 2015 l'IBM guidata da Rometty ha speso 8,5 miliardi di dollari per acquisire circa 30 società. Ci sono comunque lamentele su di lei: da quando Rometty ricopre il ruolo di CEO, le quotazioni di IBM sono scese del 20% mentre l'indice di Wall Street è salito del 120%.
Il 30 gennaio 2020, è stato annunciato che Rometty avrebbe lasciato l'incarico di CEO per essere sostituita da Arvind Krishna. Si è dimessa il 31 dicembre 2020.

## Vita privata
Sposata con Mark Anthony Rometty, un investitore di private equity, dal 1979. La coppia non ha figli e si divide tra New York e Bonita Springs, in Florida.
Nel 2014 Rometty è la terza donna a diventare membro del Augusta National Golf Club.